# San Agustín Altamirano Segunda Sección
San Agustín Altamirano Segunda Sección är en ort i Mexiko.   Den ligger i kommunen Villa Victoria och delstaten Mexiko, i den sydöstra delen av landet, 80 km väster om huvudstaden Mexico City. San Agustín Altamirano Segunda Sección ligger 2 644 meter över havet och antalet invånare är 541.
Terrängen runt San Agustín Altamirano Segunda Sección är kuperad åt sydväst, men åt nordost är den platt. Runt San Agustín Altamirano Segunda Sección är det ganska tätbefolkat, med 222 invånare per kvadratkilometer. Närmaste större samhälle är San Antonio Acahualco, 19,1 km sydost om San Agustín Altamirano Segunda Sección. Trakten runt San Agustín Altamirano Segunda Sección består till största delen av jordbruksmark.